# 張珈瑄
張珈瑄（1993年6月9日—），臺灣新聞主播，曾任東森財經新聞台記者兼任主播、《57彩券王》主持人；曾任三立新聞台生活財經線記者、《三立準氣象》 氣象主播、週六《正午新聞》主播、《新聞夜現場》主播、三立iNEWS《iNEWS錢進大頭條》當家主播。現任三立iNEWS《iNEWS財經午報》主播、《全球新食力》主持人、三立新聞台《0800早安新鮮聞》主播。

## 學歷
- 國立政治大學傳播學院碩士
- 世新大學新聞學系

## 經歷
- 東森財經新聞台記者兼任主播
- 東森財經新聞台《57彩券王》主持人
- 三立新聞台《實況轉播吃貨攻略》主持人
- 三立新聞台《三立準氣象》主播
- 三立新聞台週六《正午新聞》主播
- 三立新聞台《新聞夜現場》主播
- 三立iNEWS《iNEWS錢進大頭條》當家主播
- 三立iNEWS《iNEWS財經午報》主播
- 三立新聞台《0800早安新鮮聞》主播

## 外部連結
- 張珈瑄的Facebook專頁
- 張珈瑄的Instagram帳戶